# Kreuzstein (Eltersdorf)

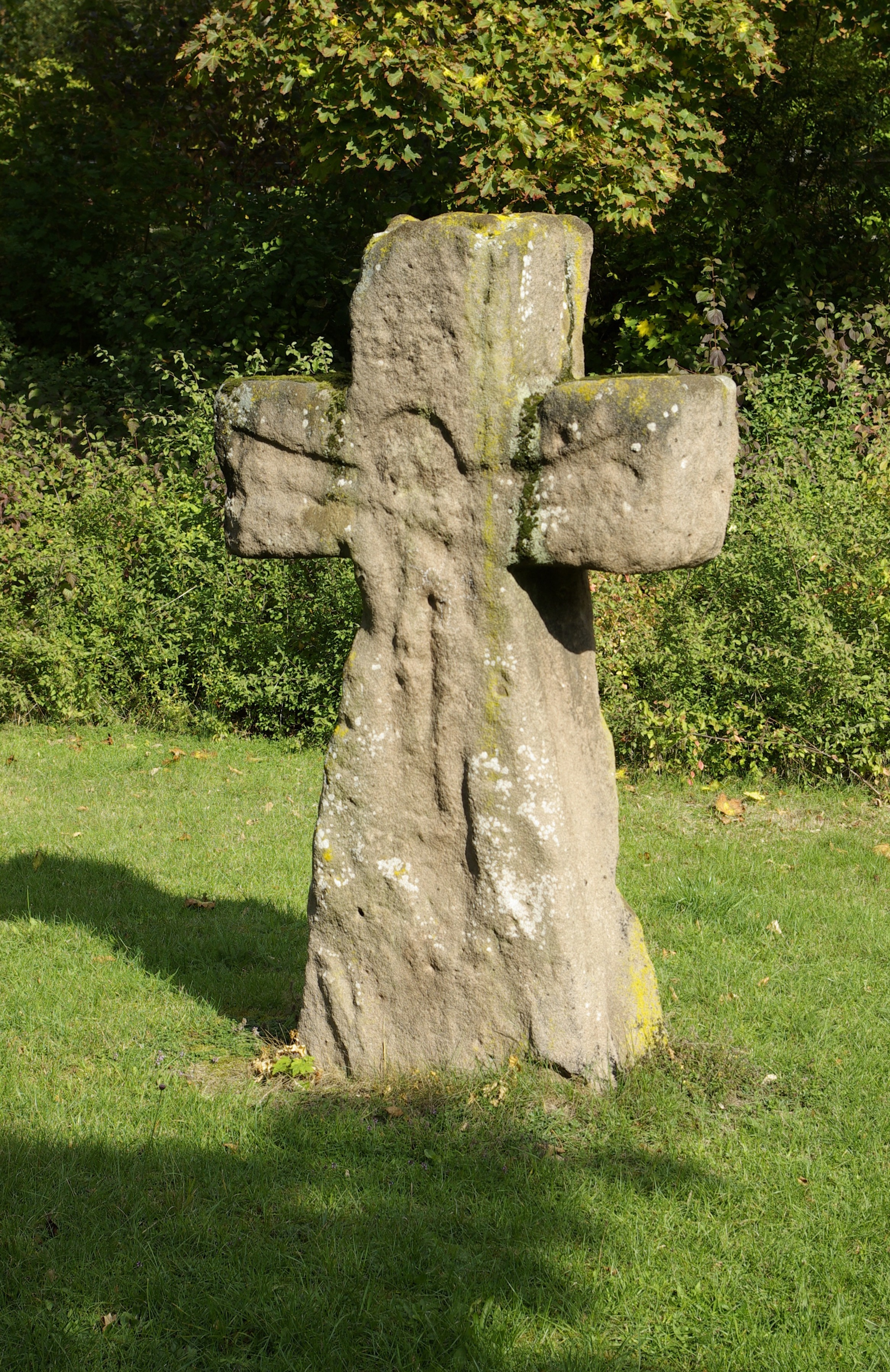
Der Kreuzstein, 2012

Der Kreuzstein, auch Schwedenstein genannt, ist ein spätmittelalterliches Steinkreuz im Erlanger Ortsteil Eltersdorf. Das Bayerische Landesamt für Denkmalpflege verzeichnet es unter der Denkmalnummer D-5-62-000-847.

## Standort
Das Steinkreuz steht im Norden des Ortsteils Eltersdorf in der nach ihm benannten Kreuzsteinstraße, gegenüber der Hausnummer 19a.

## Beschreibung

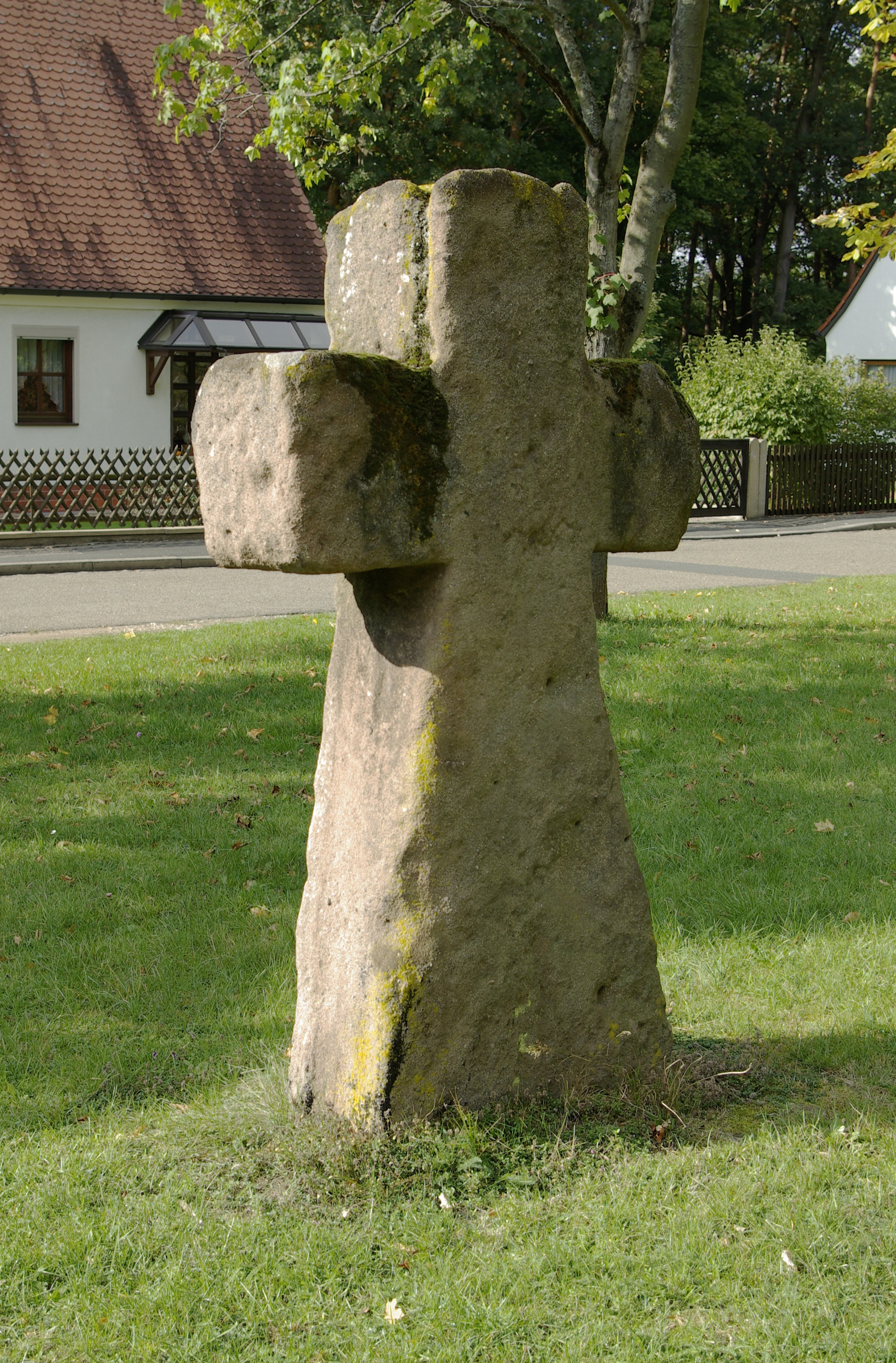
Rückseite des Kreuzsteins, 2012

Das Kreuz ist 196 cm hoch, maximal 114 cm breit und 35 cm tief. Der Schaft verbreitert sich nach unten von 40 auf 85 cm. Die Vorderseite zeigt ein Basrelief mit einer Christusfigur. Der aus Burgsandstein angefertigte Kreuzstein steht auf einer derzeit überwachsenen Steinplatte mit den Maßen 105 × 170 cm.

## Geschichte
Die Bedeutung des wahrscheinlich im 15. Jahrhundert entstandenen Steinkreuzes ist unbekannt. Einer Sage nach erinnert es an einen Kampf zwischen Söldnern der Reichsstadt Nürnberg und Truppen des Markgraftums Brandenburg-Ansbach. Tatsächlich fanden in der Region der Erste (1449–1450) und der Zweite Markgrafenkrieg (1552–1554) statt, bei denen auch Eltersdorf verwüstet und ausgeplündert wurde. Eine direkte Beziehung zum Kreuz ist jedoch nicht sicher herzustellen. Die Bezeichnung Schwedenstein geht auf eine weitere Sage zurück, nach der dort Soldaten aus dem Schwedenkrieg (1630–1635) begraben liegen.
Der jetzige Standort des Steinkreuzes entspricht nicht dem ursprünglichen Ort der Aufstellung. Bis zum Bau eines Abschnitts der Bundesautobahn 3 Ende der 1950er Jahre stand es etwa 130 Meter weiter nördlich am westlichen Rand der Straße nach Bruck.